# پناهگاه سنگی کوره و پله
پناهگاه سنگی کوره و پله مربوط به دوران فرادیرینه‌سنگی تا دوره نوسنگی است و در شهرستان چرداول، بخش مرکزی، روستای باغله واقع شده و این اثر در تاریخ ۱۷ اسفند ۱۳۸۱ با شمارهٔ ثبت ۷۹۹۴ به‌عنوان یکی از آثار ملی ایران به ثبت رسیده است.